# Verzeichnis Amerikanischer und anderer Sukkulenten, mit Revision der Systematik der Kakteen
Verzeichnis Amerikanischer und anderer Sukkulenten, mit Revision der Systematik der Kakteen (abreviado Verzeichnis Amer. Sukk. Rev. Syst. Kakteen) es un libro con ilustraciones y descripciones botánicas que fue escrito por el botánico alemán, más conocido por su obra con la familia de cactos, Kurt G. Kreuzinger y publicado en  Eger en el año 1935.